# Bridasaurio
El Patagonius Saurius, conocido popular y erróneamente como El Bridasaurio, es un monumento creado con desechos metálicos reciclados de la industria petrolera del lugar, en homenaje al dinosaurio. La escultura fue ideada por la empresa Bridas Sapic en 1997 al escultor Carlos Regazzoni, un artista de Comodoro Rivadavia, quien combinó desechos metálicos de chatarra, tambores, trépanos, cadenas, bridas y válvulas para darle forma al reptil extinguido.

## Ubicación y representación
El monumento se ubica en el sector noroeste de Pico Truncado, en el cruce de la Ruta Provincial 43 y la Avenida Gobernador Gregores, y fue construido para representar a los dinosaurios que habitaban en la zona. Las medidas del monumento son 17 m de largo, 3 m de ancho y 4 m de altura.
Este monumento se destaca en medio de la estepa patagónica, donde turistas y personas del lugar concurren allí para sacarse fotos o filmar, además es punto de encuentro para reuniones o simplemente pasar calurosas tardes soleadas. También es el lugar de reuniones entre grupos o gremios.

Turista femenina fotografiándose con el monumento. Se puede observar como se le añadieron crías en los pies del Bridasaurio, y también los surcos en el metal que producen ruidos agradables cuando el viento pasa a través de estos.